# Jan Boháč (kněz)
Jan Nepomuk Boháč (22. srpna 1888, Stará Boleslav – 26. listopadu 1968, Praha) byl český římskokatolický kněz, hudební skladatel, hudební kritik a probošt vyšehradské kapituly, dlouholetý předseda Obecné jednoty cyrilské a tajný papežský komoří.

## Život
V letech 1899 až 1907 vystudoval klasické gymnázium v Mladé Boleslavi, na němž rovněž získal hudební vzdělání u Josefa Cyrilla Sychry (zpěv a hra na klavír a varhany). Po maturitě absolvoval teologická studia v Litoměřicích a v Praze a 16. července 1911 přijal kněžské svěcení. Působil jako kaplan nejprve v Drahoňově Újezdě a v letech 1913 až 1919 ve farnosti u kostela sv. Ducha v Praze, kde též vyučoval náboženství na různých středních školách (zejména na gymnáziu v Křemencově ulici), a to až do roku 1937. V letech 1920 až 1925 při zaměstnání absolvoval studium hudební vědy na Univerzitě Komenského v Bratislavě. V letech 1928 až 1937 působil také jako rektor pražské koleje Arnošta z Pardubic. Dne 25. června 1931 jej papež Pius XI. jmenoval tajným komořím Jeho Svatosti.
Obdržel papežské vyznamenání Bene merenti a roku 1937 se stal kanovníkem Královské kolegiátní kapituly sv. Petra a Pavla na Vyšehradě, jímž zůstal do roku 1963, a později též jejím proboštem. Po druhé světové válce se podílel na sestavení Českého kancionálu svatováclavského. V roce 1947 byl navíc ustanoven administrátorem vyšehradské farnosti. Sbíral a publikoval starší duchovní skladby a písně, mimo jiné díla Jiřího Ignáce Linka a Ference Liszta. Psal články o duchovní hudbě pro časopis Cyril a v letech 1932 až 1951 byl předsedou Obecné jednoty cyrilské.
Zemřel 26. listopadu v Praze a byl pohřben na vyšehradském hřbitově.